# Europese kampioenschappen wielrennen 2024 – Wegwedstrijd vrouwen elite
De wegwedstrijd voor vrouwen elite op de Europese kampioenschappen wielrennen 2024 werd gehouden op 14 september. De 99 deelneemsters moesten een parcours van 162 kilometer van Heusden-Zolder naar Hasselt afleggen. De Nederlandse Lorena Wiebes won de Europese titel voor de tweede maal, voor de Italiaanse Elisa Balsamo en Daria Pikulik uit Polen.

## Uitslag
| Plaats | Naam                  | Tijd     |
| ------ | --------------------- | -------- |
| Goud   | Lorena Wiebes         | 3u56'34" |
| Zilver | Elisa Balsamo         | z.t.     |
| Brons  | Daria Pikulik         | z.t.     |
| 4      | Clara Copponi         | z.t.     |
| 5      | Ingvild Gåskjenn      | z.t.     |
| 6      | Kathrin Schweinberger | z.t.     |
| 7      | Emma Bjerg            | z.t.     |
| 8      | Blanka Vas            | z.t.     |
| 9      | Rasa Leleivytė        | z.t.     |
| 10     | Christine Majerus     | z.t.     |
| 11     | Noemi Rüegg           | z.t.     |
| 12     | Emilia Fahlin         | z.t.     |
| 13     | Franziska Koch        | z.t.     |
| 14     | Marthe Truyen         | z.t.     |
| 15     | Karolina Kumiega      | z.t.     |
| 16     | Sandra Alonso         | z.t.     |
| 17     | Lotta Henttala        | z.t.     |
| 18     | Jelena Erić           | z.t.     |
| 19     | Anastasia Carbonari   | z.t.     |
| 20     | Eugenia Bujak         | z.t.     |